# Лангенпрајсинг
Лангенпрајсинг (њем. Langenpreising) општина је у њемачкој савезној држави Баварска. Једно је од 26 општинских средишта округа Ердинг. Према процјени из 2010. у општини је живјело 2.579 становника. Посједује регионалну шифру (AGS) 9177126.

## Географски и демографски подаци
Лангенпрајсинг се налази у савезној држави Баварска у округу Ердинг. Општина се налази на надморској висини од 421 метра. Површина општине износи 27,5 km². У самом мјесту је, према процјени из 2010. године, живјело 2.579 становника. Просјечна густина становништва износи 94 становника/km².